# Dacrycarpus dacrydioides
Dacrycarpus dacrydioides är en barrträdart som först beskrevs av Achille Richard, och fick sitt nu gällande namn av De Laub.. Dacrycarpus dacrydioides ingår i släktet Dacrycarpus, och familjen Podocarpaceae. IUCN kategoriserar arten globalt som livskraftig. Inga underarter finns listade i Catalogue of Life.
Dacrycarpus dacrydioides som förekommer på Nya Zeeland används mycket som byggnads- och möbelvirke.

## Bildgalleri

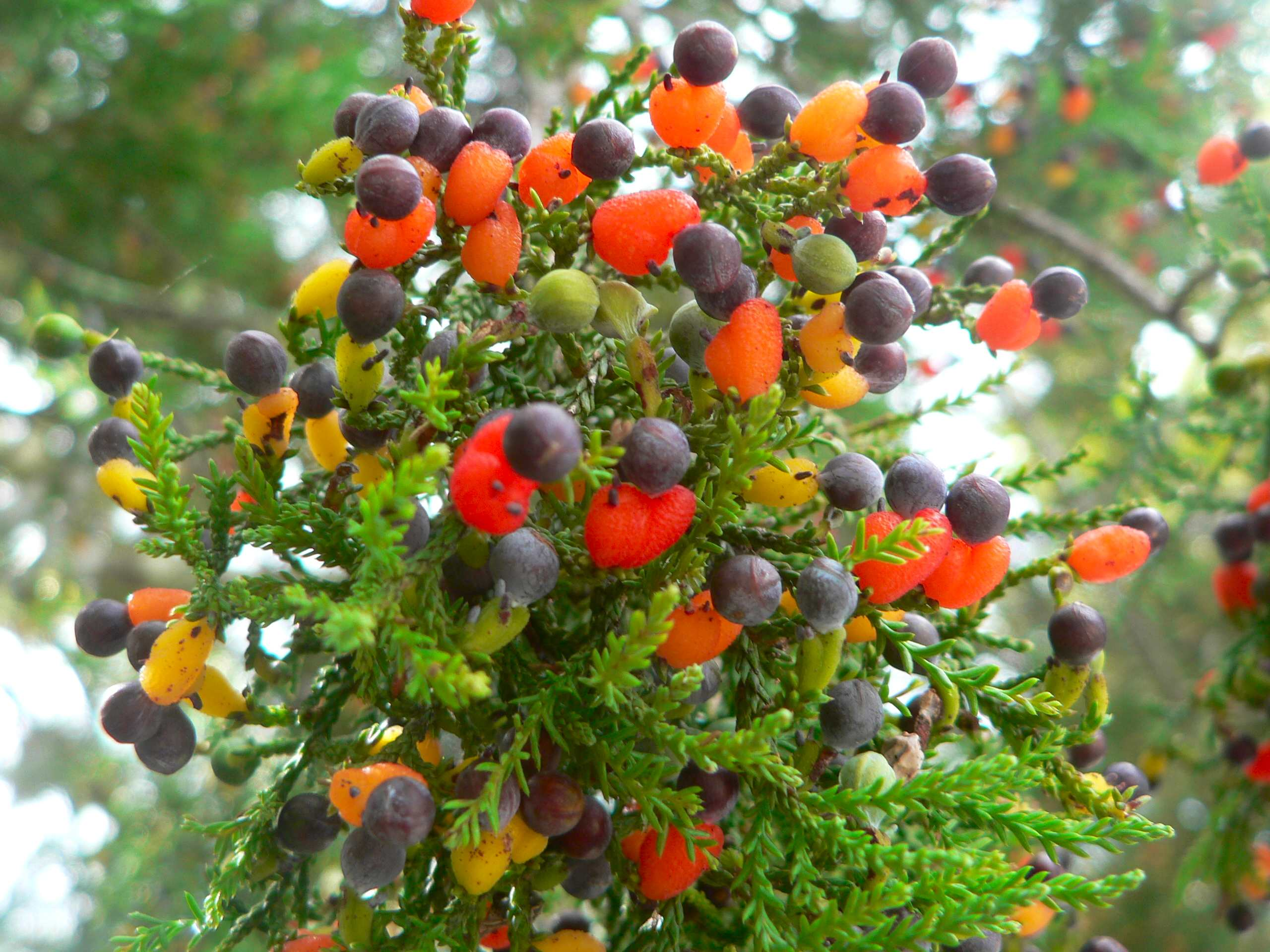
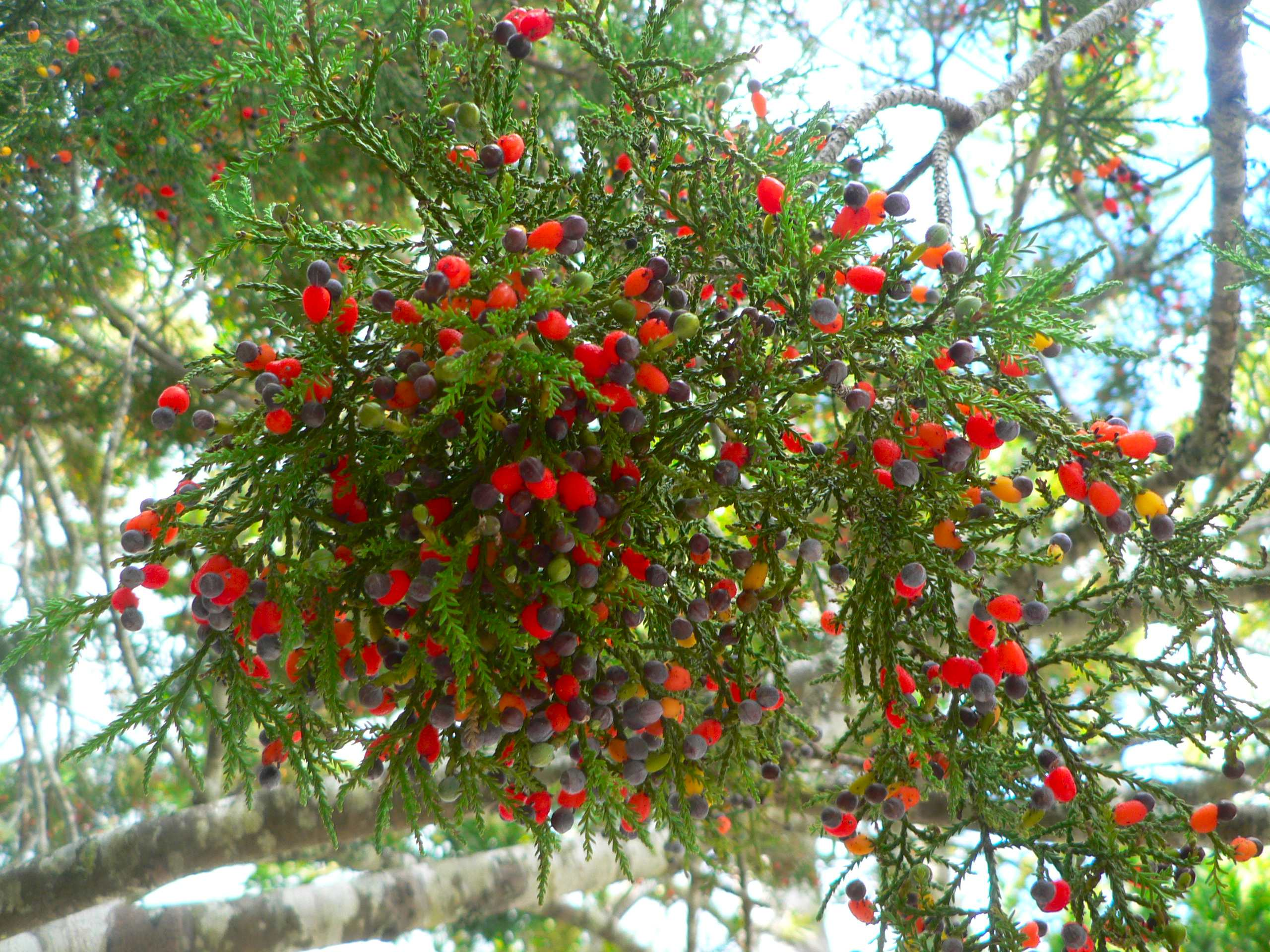
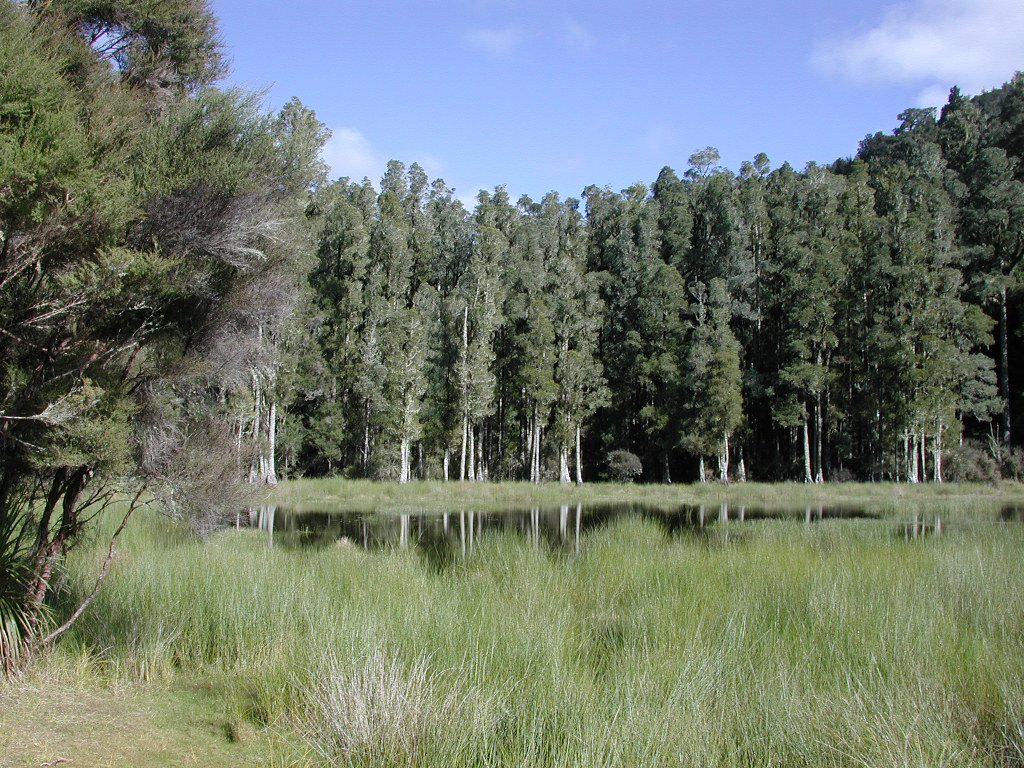
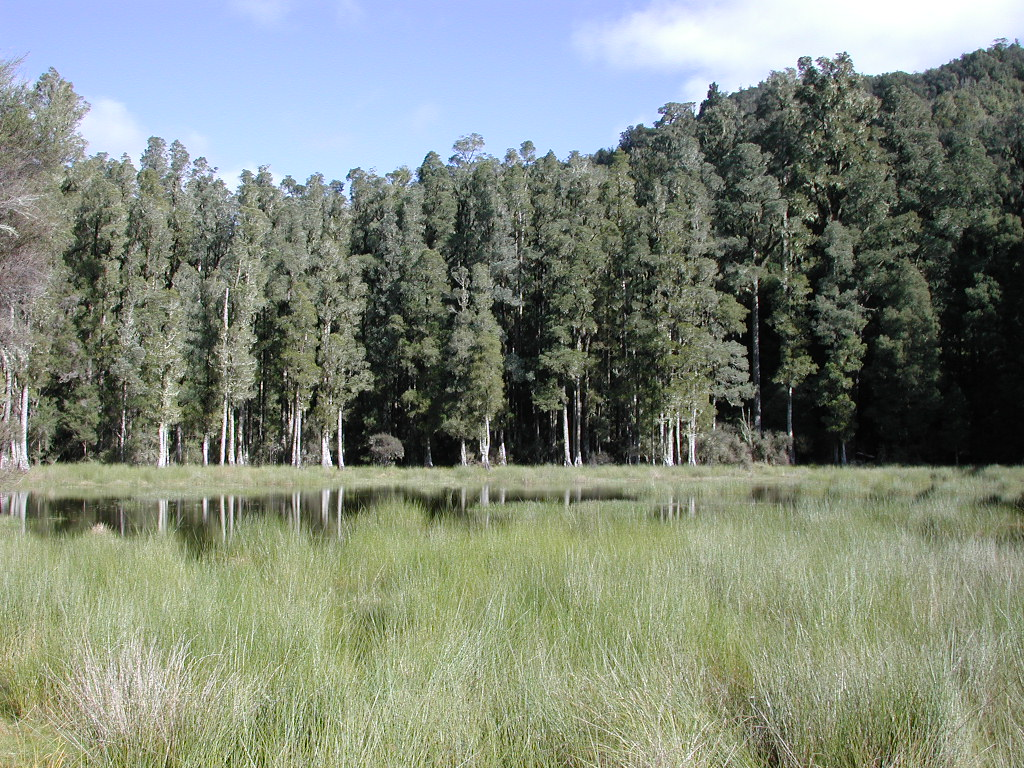
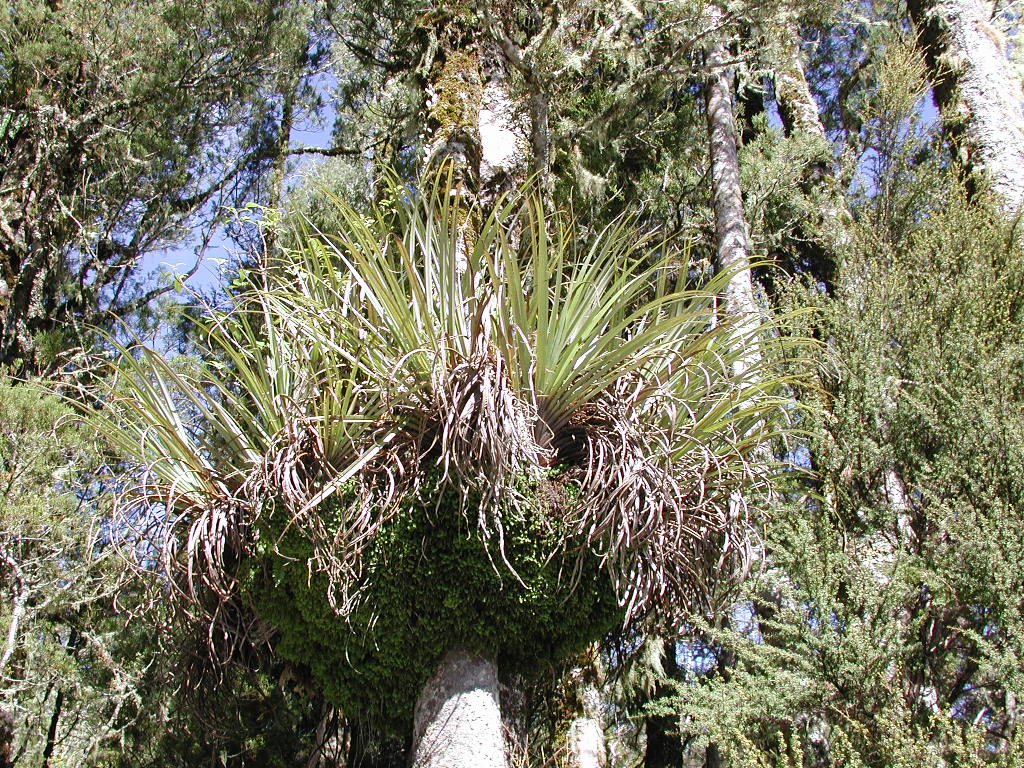
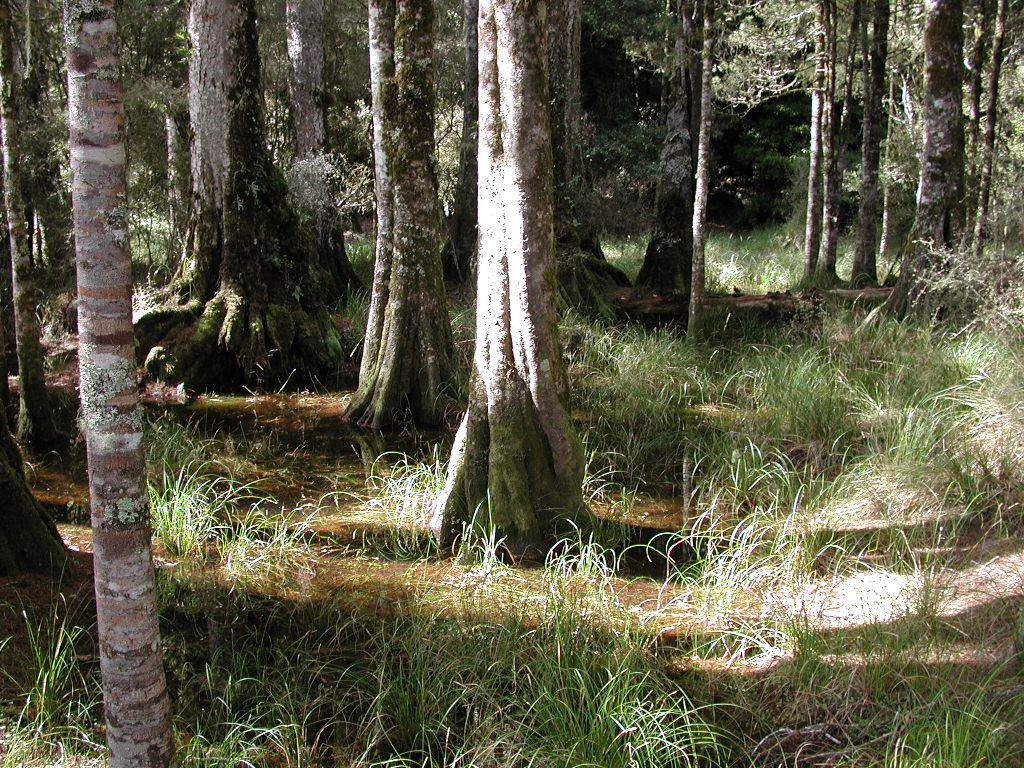